# Vittorio Santoli
Vittorio Santoli (Pistoia, 11 marzo 1901 – Firenze, 12 febbraio 1971) è stato un germanista, filologo e critico letterario italiano.

## Biografia
Compì gli studi universitari alla Scuola normale superiore di Pisa e all'università di Pisa. Nel 1924-25 insegnò al liceo scientifico di Rovigo e nel successivo biennio fu lettore all'università ungherese di Seghedino. Dal 1927 al 1929, su invito di Michele Barbi, collaborò alla Raccolta dei canti toscani e fornì importanti contributi alla Enciclopedia Italiana.
Nel 1930 conseguì la libera docenza in lingua e letteratura tedesca. Insegnò questa disciplina dapprima all'università di Cagliari (1936) e, subito dopo, a quella di Firenze, dove fu titolare per oltre trent'anni: fino al 1950, alla facoltà di magistero e poi, dal 1950 al 1967, alla facoltà di Lettere. Fu inoltre docente all'estero in varie università e dedicò i suoi studi non solo alla filologia germanica, ma anche al primo romanticismo tedesco, alle letterature comparate e alla poesia popolare italiana.
Collaborò a numerose riviste letterarie e quotidiani. Dal 1930 fu condirettore della rivista «La Cultura» fino al 1935, anno in cui la medesima fu soppressa dal regime fascista. Con Carlo Pellegrini fondò e diresse la «Rivista di letterature moderne e comparate». Inoltre diresse la sezione «Letterature germaniche e nordiche» del Dizionario letterario Bompiani, fornendo un ricco e cospicuo contributo di "voci".
Fu accademico della Crusca, socio dell'accademia nazionale dei Lincei e presidente di altre accademie e comitati. Tra i suoi contributi riveste una particolare importanza quello per l'edizione della «Raccolta Barbi».
Nel 1967 lasciò la cattedra della facoltà di lettere dell'università di Firenze, dedicandosi unicamente ai suoi studi. Quattro anni dopo morì nel capoluogo toscano.

## Opere
- Wackenroder e il misticismo estetico, Rieti, Bibliotheca editrice, 1929.
- Friedrich Schlegel estetico e critico, Firenze, Sansoni, 1935.
- Cinque canti popolari della Raccolta Barbi, editi da Vittorio Santoli, in «Annali della R. Scuola Normale Superiore di Pisa», serie seconda, volume settimo, 1938. (Poi Firenze, Olschki, 1964.)
- I canti popolari italiani. Ricerche e questioni, Firenze, Sansoni, 1940.
- Michele Barbi, in «Studi di filologia italiana», 1944, pp. 7–27.
- La letteratura italiana, la tedesca e le nordiche, in Problemi e orientamenti critici di lingua e di letteratura italiana, volume quarto: Letterature comparate, Milano, Marzorati, 1948, pp. 197–260.
- Goethe e il «Faust». Due saggi, Firenze, Sansoni, 1952.
- Storia della letteratura tedesca, Torino, Edizioni Radio Italiana, 1955.
- Fra Germania e Italia. Scritti di storia letteraria, Firenze, Le Monnier, 1962.
- I canti popolari italiani. Ricerche e questioni, Firenze, Sansoni, 1968.
- Da Lessing a Brecht. I grandi scrittori nella grande critica tedesca (a cura e con prefazione di Vittorio Santoli), Milano, Bompiani, 1968.
- La letteratura tedesca moderna, Firenze, Sansoni/Accademia, 1971.